# Prussianos

Os antigos prussianos no contexto das Tribos bálticas, ca. 1200 AD. As fronteiras são aproximadas.

Antigos prussianos, prussianos bálticos ou simplesmente prussianos (prussiano antigo: prūsai; em alemão: Pruzzen ou Prußen; em latim: Pruteni; em letão: prūši; em lituano: prūsai; em polonês/polaco: Prusowie; em cassúbio: Prësowié) foram um tribo indígena entre os povos bálticos que habitavam a região da Prússia, na costa sudeste do Mar Báltico, entre a Lagoa do Vístula a oeste e a laguna da Curlândia a leste. Os prussianos antigos, que falavam uma língua indo-europeia agora conhecida como prussiano antigo e adoravam divindades pré-cristãs, emprestaram seu nome, apesar de muito poucas semelhanças, aos habitantes posteriores, predominantemente de língua alemã baixa da região.
O ducado dos poloneses sob Miecislau I, antecessor do Reino da Polônia, tentou pela primeira vez conquistar e batizar as tribos bálticas durante o século X, mas encontrou repetidamente forte resistência. Somente no século XIII os antigos prussianos foram subjugados e suas terras conquistadas pela Ordem Teutônica. Os restantes foram assimilados durante os dois séculos seguintes. A antiga língua prussiana, em grande parte não documentada, foi efetivamente extinta no século XVII.
O território original dos antigos prussianos antes dos primeiros confrontos com os poloneses, consistia no centro e sul da Prússia Ocidental e Oriental, equivalente a partes das áreas modernas da voivodia da Pomerânia e da voivodia da Vármia-Masúria na Polônia, o Oblast de Caliningrado na Rússia e região sul de Claipeda, na Lituânia. O território também foi habitado por Escalovianos, uma tribo relacionada aos prussianos, curônios e bálticos orientais.

## Etimologia
O nome dos antigos prussianos tem sua origem na toponímia, pois a palavra Prūsas (um prussiano) pode ser derivada do termo para um corpo de água, uma convenção compreensível em uma região costeira pontilhada por milhares de lagos, riachos e pântanos (Masúria). Ao sul, o terreno corre para os vastos pântanos de Pripet, nas cabeceiras do rio Dniepre, que tem sido uma barreira natural eficaz ao longo dos milênios.
Os Éstios, um povo pagão, foram os primeiros colonos locais, contabilizados por Tácito em 98 EC. Os nomes prussianos antigos e lituanos modernos para as localidades, como a Lagoa do Vístula, Aīstinmari e Aistmarės, respectivamente, parecem derivar do Éstio "mari" ("lagoa" ou "baía de água doce"), o que sugere que a área ao redor da lagoa tinha ligações com os Éstios.
Os colonos originais tendiam a nomear seus bens com base nas localidades vizinhas (córregos, lagos, mares, florestas etc.). O clã ou entidade tribal em que seus descendentes mais tarde foram organizados continuou a usar os nomes. Na Germânia de Tácito, os lúgios buros (Lugii Buri) são mencionados vivendo dentro da faixa oriental dos alemães. Lugi pode descender de *leug- (2) de Pokorny, "preto, pântano" (Página 686), enquanto Buri é talvez a raiz "prussiana".
No século II, o geógrafo Ptolemeu listou alguns boruscos (Borusci) que viviam na Sarmácia europeia (em seu Oitavo Mapa da Europa), que era separada da Germânia pelo Vístula. Seu mapa é muito confuso naquela região, mas os boruscos parecem mais a leste do que os prussianos, que estariam sob os gitões (gythones; godos) na foz do Vístula. Os éstios (orientais), registrados por Tácito, foram registrados 450 anos depois por Jordanes como parte do Império Gótico.

## Organização

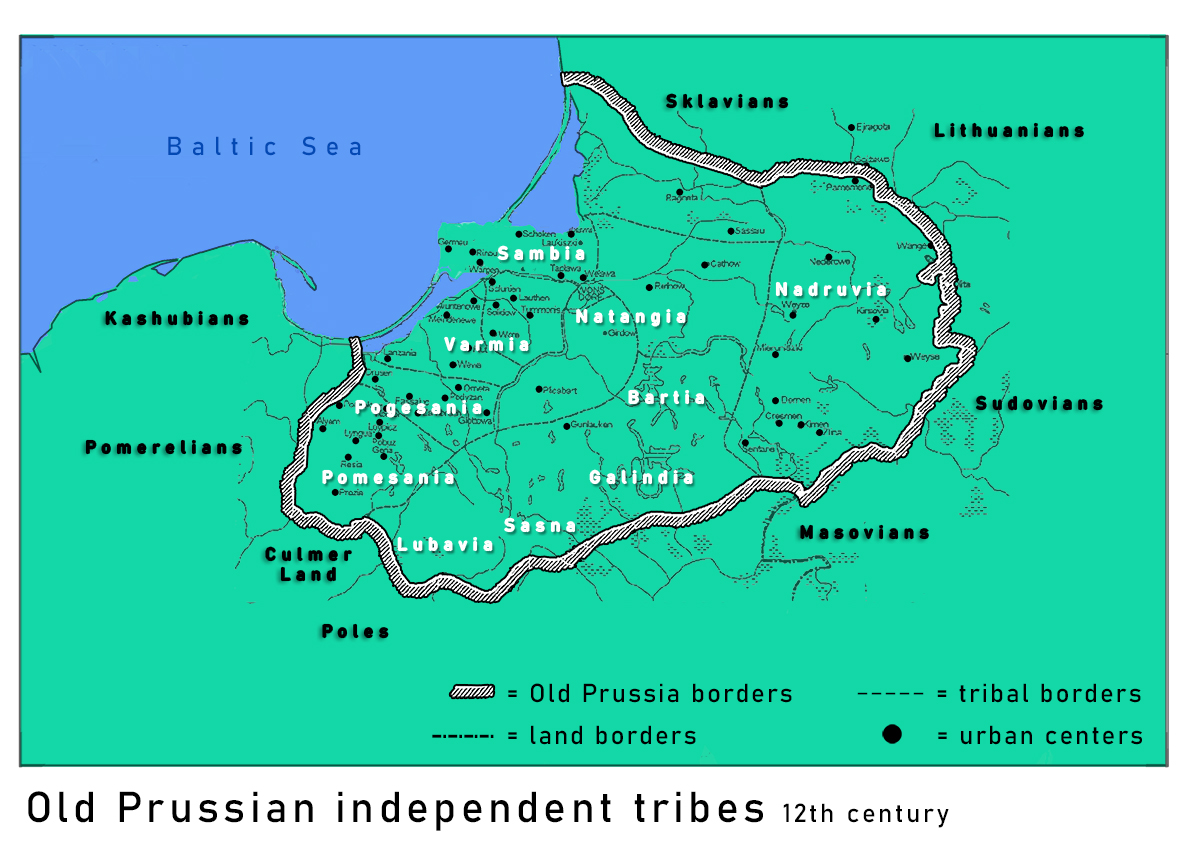
Fragmentação política e tribal dos antigos prussianos do século XII

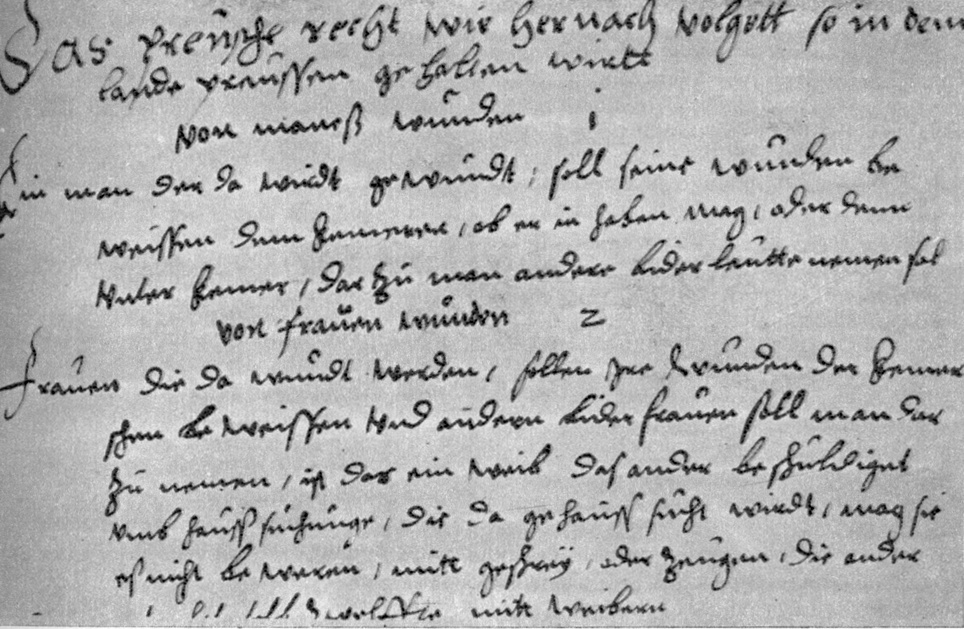
Fragmento do livro de estatuto da Pomesa de 1340. O mais antigo documento atestado do direito consuetudinário dos Bálticos

A área de assentamento original da Antiga Prússia nos Bálticos ocidentais, bem como a dos Bálticos orientais, era muito maior do que nos tempos históricos. A documentação arqueológica e os achados associados confirmam a presença ininterrupta desde a Idade do Ferro do século V até às sucessivas conquistas por tribos eslavas, a partir do Período das Migrações.
A história do Báltico registrada permanente começa no século X com a fracassada cristianização por Adalberto de Praga (997), as primeiras tentativas de conquista às custas dos antigos prussianos pelo ducado dos poloneses sob Miecislau I e o Ducado da Grande Polônia sob seu filho Boleslau I, já que várias áreas de fronteira acabaram sendo perdidas.
Por volta do ano 1000, a oeste dos antigos prussianos viviam os cassubianos e pomeranos, os poloneses ao sul, os sudóvios (às vezes considerados um povo separado, outras vezes considerados uma tribo prussiana) a leste e sudeste, os escalvos ao norte, e os lituanos a nordeste.
A menor unidade social nas terras bálticas eram os laūks, uma palavra atestada em prussiano antigo como "campo", que eram pequenos assentamentos familiares, famílias e campos circundantes, separados apenas uns dos outros por áreas desabitadas de floresta e pântano. A palavra aparece como um segmento em nomes de assentamentos bálticos, especialmente em curônio, e é encontrado em topônimos prussianos antigos, como em Stablack, de facadas (pedra) + laūks (campo, portanto, campo de pedra). O plural não é atestado em prussiano antigo, mas o plural lituano de laukas ("campo") é laukai.
Os laūks também eram formados por um grupo de fazendas, que compartilhavam interesses econômicos e um desejo de segurança, governado por um patriarca e centrado em fortalezas ou castros. O poder supremo residia em reuniões gerais de todos os homens adultos, que discutiam assuntos importantes relativos à comunidade e elegiam o líder e o chefe; o líder era responsável pela supervisão dos assuntos do dia-a-dia, enquanto o chefe (os rikīs) era responsável pela construção de estradas e torres de vigia, e defesa de fronteiras.
O chefe de uma família era o buttataws (literalmente, "o pai da casa", de buttan, que significa lar, e taws, que significa pai). Organizações políticas e territoriais maiores, chamadas terrula em latim (uma pequena terra), existiam no início do século XIII nos territórios que mais tarde compreenderam a Prússia, a Letônia e a Lituânia e centrados em fortalezas ou fortes nas colinas. Tal unidade territorial política abrangia até 300 km2 e poderia ter até 2.000 habitantes. Eles eram conhecidos como pulka, compreendendo cerca de uma dúzia de laukses.
Como as tribos bálticas que habitavam a Prússia nunca formaram uma organização política e territorial comum, não tinham motivos para adotar um nome étnico ou nacional comum. Em vez disso, eles usaram o nome da região de onde vieram - galíndios, sambinos, barcianos, nadrúvios, natângios, escalovinos, sudóvios, etc. Não se sabe quando e como os primeiros nomes gerais surgiram. Essa falta de unidade os enfraqueceu severamente, semelhante à condição da Alemanha durante a Idade Média.
De acordo com Jan Długosz, os prussianos, samogícios e lituanos eram da mesma tribo.
A estrutura tribal prussiana é bem atestada na Chronicon terrae Prussiae do autor contemporâneo Pedro de Dusburgo, cronista da Ordem Teutônica. A obra é datada de 1326. Ele lista onze terras e dez tribos, que foram nomeadas com base geográfica. Estes foram:
|    | Latim     | Alemão           | Lituano moderno | Prussiano reconstruído | veja também |
| -- | --------- | ---------------- | --------------- | ---------------------- | ----------- |
| 1  | Pomesânia | Pomesanien       | Pamedė          | Pameddi                | Pomésios    |
| 2  | Vármia    | Ermland, Warmien | Varmė           | Wārmi                  | Varmianos   |
| 3  | Pogesânia | Pogesanien       | Pagudė          | Paguddi                | Pogêsanios  |
| 4  | Natângia  | Natangen         | Notanga         | Notangi                | Natângios   |
| 5  | Sâmbia    | Samland          | Semba           | Semba                  | Sambinos    |
| 6  | Nadróvia  | Nadrauen         | Nadruva         | Nadrāuwa               | Nadrúvios   |
| 7  | Bárcia    | Barten           | Barta           | Barta                  | Barcianos   |
| 8  | Escalôvia | Schalauen        | Skalva          | Skallawa               | Escalovinos |
| 9  | Sudóvia   | Sudauen          | Sūduva          | Sūdawa                 | Sudóvios    |
| 10 | Galíndia  | Galindien        | Galinda         | Galinda                | Galíndios   |
| 11 | Cúlmia    | Kulmerland       | Kulmas          | Kulmus                 |             |

## Cultura, religião e costumes
As viagens de Ótaro Corvo de Madeira e Vulstano de Hedeby (tradução inglesa) descreve uma viagem do século IX pelo viajante e comerciante Vulstano de Hedeby para a terra dos antigos prussianos. Ele observa seus costumes funerários.

### Costumes

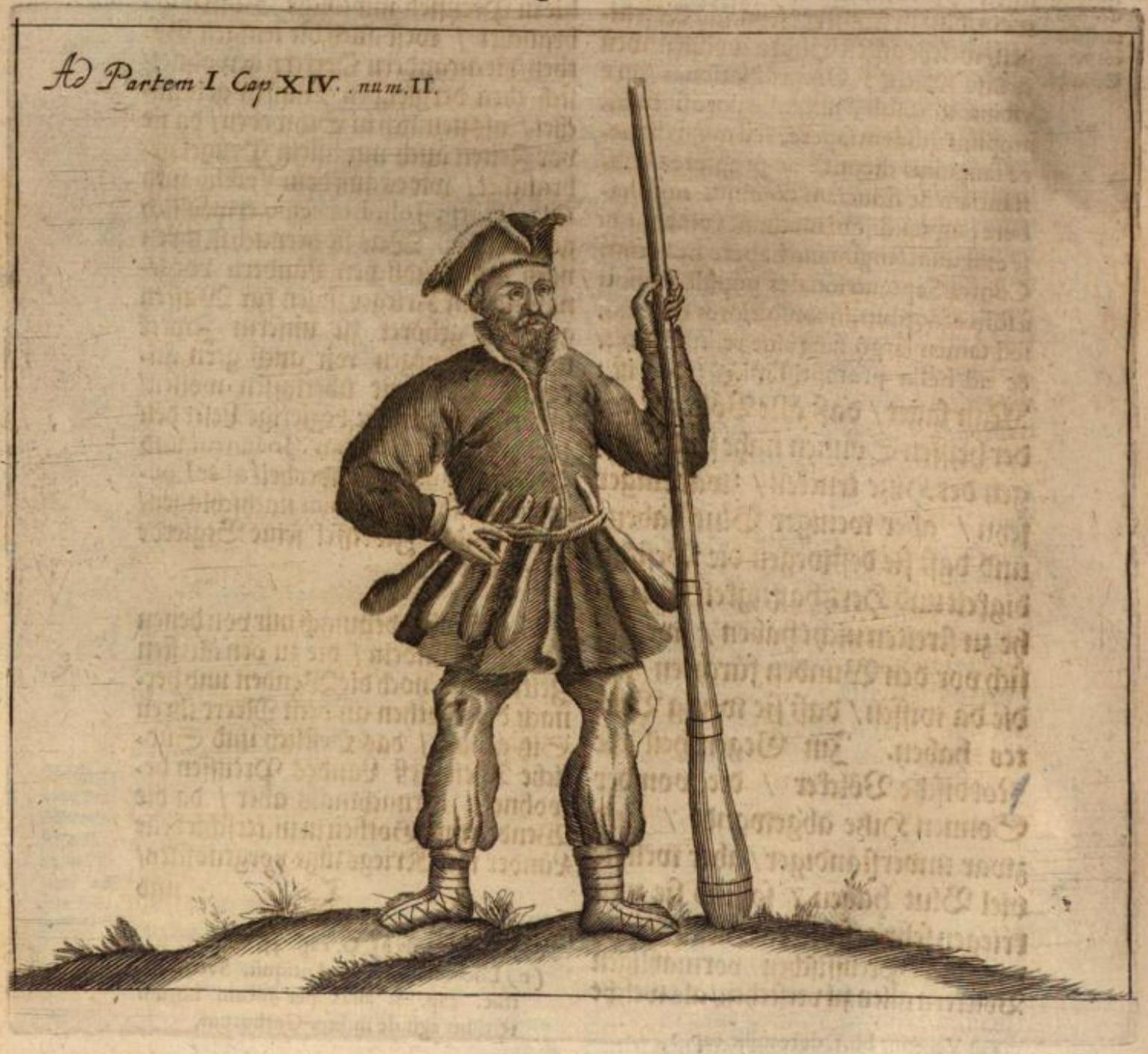
Uma gravura de um guerreiro prussiano com um porrete, livro de 1684 de Christoph Hartknoch "Velha e Nova Prússia" (Alt-und Neues Preussen)

Caracterizados como um povo humilde, que se vestia com simplicidade, os antigos prussianos se distinguiam por sua bravura e grande força corporal. Eles geralmente rejeitavam o luxo, mas eram muito hospitaleiros e gostavam de comemorar e beber excessivamente, geralmente hidromel. Vulstano de Hedeby, que visitou a cidade comercial de Truso na Lagoa do Vístula, observou que as pessoas ricas bebiam leite de égua fermentado em vez de hidromel. De acordo com Adam de Bremen, diz-se que os Sambinos consumiam sangue de cavalo, bem como leite de cavalo.
As mulheres não ocupavam posições de poder entre os antigos prussianos e, segundo Pedro de Dusburgo, eram tratadas como servas, proibidas de compartilhar a mesa do marido. O casamento comercial foi generalizado e após a morte do marido, a viúva passou para o filho, como outras heranças. Além disso, a poliginia (até três esposas) era generalizada. O adultério era um crime grave, punível com a morte. Após a submissão, o casamento comercial e a poliginia foram proibidos.

### Costumes de sepultamento
De acordo com evidências arqueológicas, os costumes funerários pré-cristãos mudaram ao longo dos séculos.
Durante a Idade do Ferro (século V a.C. - I d.C.), a cultura curgã e barrow do Báltico ocidental foi difundida entre os antigos prussianos. Foi então que surgiu a cremação em urnas. Túmulos foram erguidos sobre células de pedra para até 30 urnas, ou caixas de pedra para as urnas foram enterradas em túmulos de estilo da Idade do Bronze.
Durante a fase inicial da Roma imperial, surgiram sepulturas rasas nas quais o cadáver foi enterrado em caixões de árvore. A cremação com urnas se espalhou a partir do século III. Exceto para os Sambinos e Sudóvios, onde campos de sepulturas rasas existiam até a cristianização, os poços de cremação sem urnas tornaram-se cada vez mais a única forma de enterro entre os prussianos. No entanto, diferentes formas de sepultamento podem ocorrer lado a lado ao mesmo tempo.

#### Babas de pedra

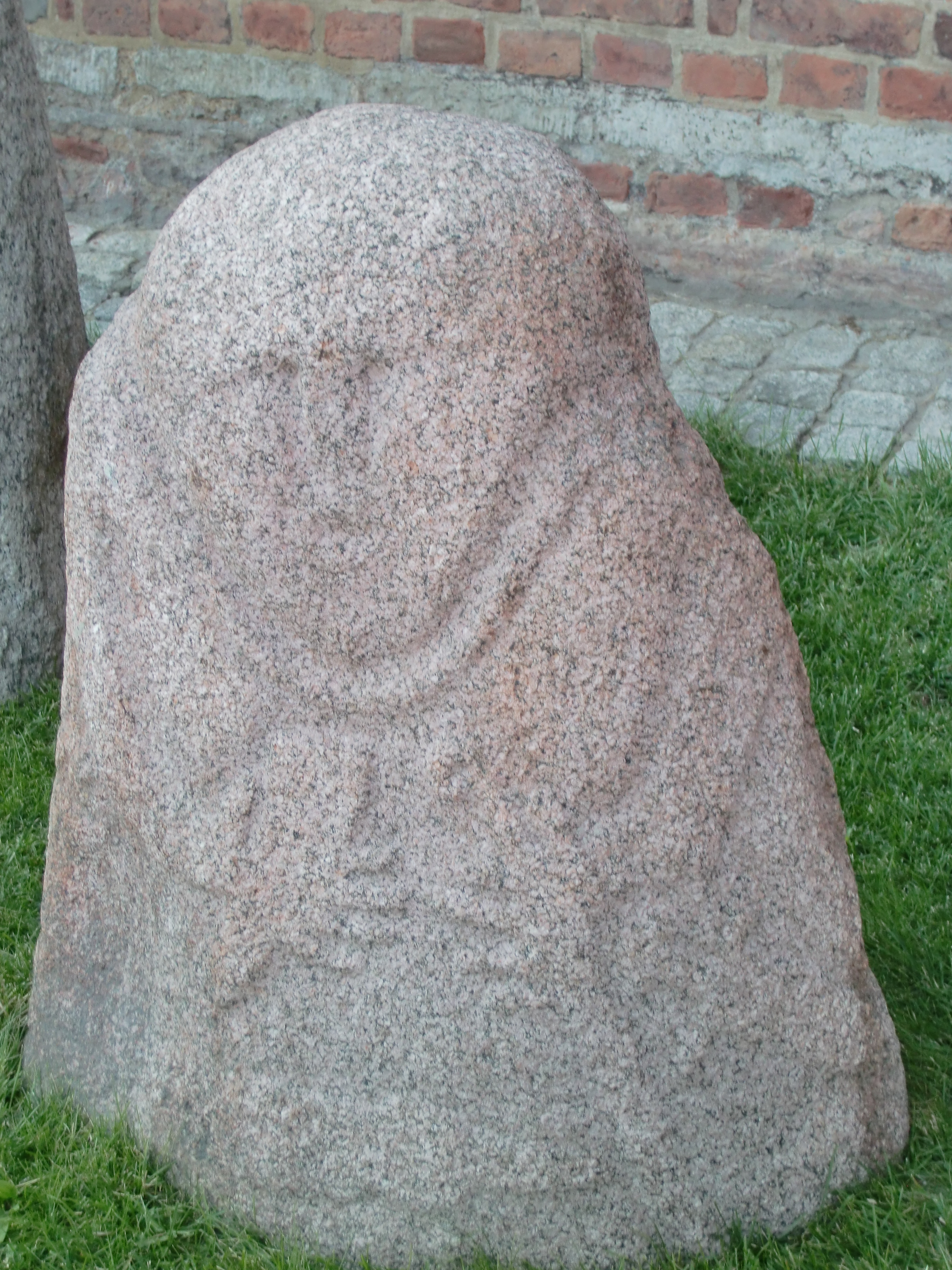
Bruxa da Prússia

Os babas de pedra, encontrados em toda a Velha Prússia, durante séculos causaram considerável especulação e dissidência entre os estudiosos. Começando pela falta de confirmação sobre sua localização e contexto original, todas as questões posteriores sobre sua idade, a cronologia dos objetos, uma definição exata de sua função, sua proveniência, apontando para quais influências culturais não foram abordadas até o final do século XIX. A maioria dos pesquisadores do passado e do presente concordam que os babas foram criados entre os séculos VIII e XIII... as primeiras tradições do artesanato local e inspirações de países já sob influência cristã.[sic]

### Antiga religião prussiana

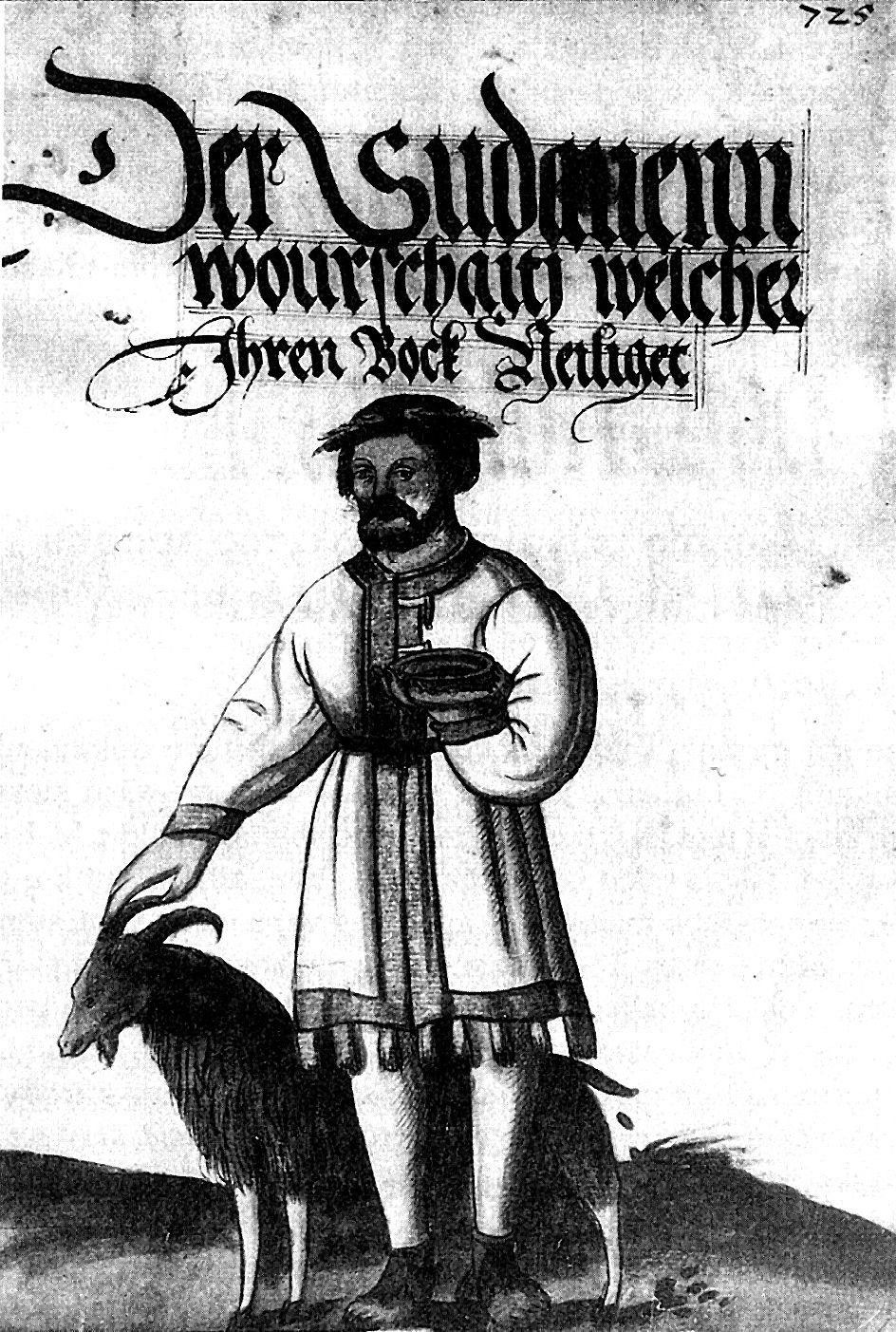
Ilustração de um sacrifício de cabra prussiano do Livro Sudóvio do século XVI

“Porque eles não conheciam a Deus, portanto, em seu erro, eles adoraram toda criatura como divina, a saber, o sol, a lua e as estrelas, trovões, pássaros, até animais de quatro patas, até o sapo. Eles também tinham florestas, campos e corpos d'água, que consideravam tão sagrados que não cortavam madeira nem ousavam cultivar campos ou pescar neles. " – Pedro de Dusburgo: Chronicon terrae Prussiae III,5 ,53
O paganismo báltico tem sido descrito como uma forma de polidoxia - uma crença na sacralidade de forças e fenômenos totalmente naturais, não personificados, mas que possuem seus próprios espíritos e poderes mágicos. Praticamente, o mundo é habitado por um número ilimitado de espíritos e demônios que inclui a crença na vida após a morte, a alma e o culto aos ancestrais caracterizados por cultos específicos e seus rituais associados. Outros autores defenderam um politeísmo antigo prussiano bem desenvolvido e sofisticado com um panteão de deuses claramente definido.
O sumo sacerdote Kriwe-Kriwajto deveria estar em conexão permanente com os espíritos dos ancestrais mortos. Ele morava em um bosque sagrado, o Romove, um lugar fora do alcance de todos, exceto do clero de elite. Cada distrito era chefiado por seu Kriwe, que também atuava como legislador e juiz. O próximo na classificação dos Kriwe-Kriwajto, os Siggonen deveriam manter a conexão espiritual saudável com locais sagrados naturais, como nascentes e árvores. Os Wurskaiten - sacerdotes de nível inferior - deveriam supervisionar ritos e cerimônias.

### Cristianização
Com a submissão à Ordem Teutônica em 1231, os antigos prussianos foram cristianizados. Quanto tempo o antigo paganismo viveu não pode ser inferido a partir das fontes. Diz-se que os costumes pagãos duraram mais tempo com os remotos Sudóvios. No século XVI, foi criado o chamado Livro Sudóvio (Sudauerbüchlein), que descrevia uma lista de deuses, festivais “pagãos” e santificação de cabras. No entanto, os pesquisadores argumentam que este pequeno livro interpretou mal os costumes folclóricos tradicionais como “pagãos” no contexto da Reforma.

## História

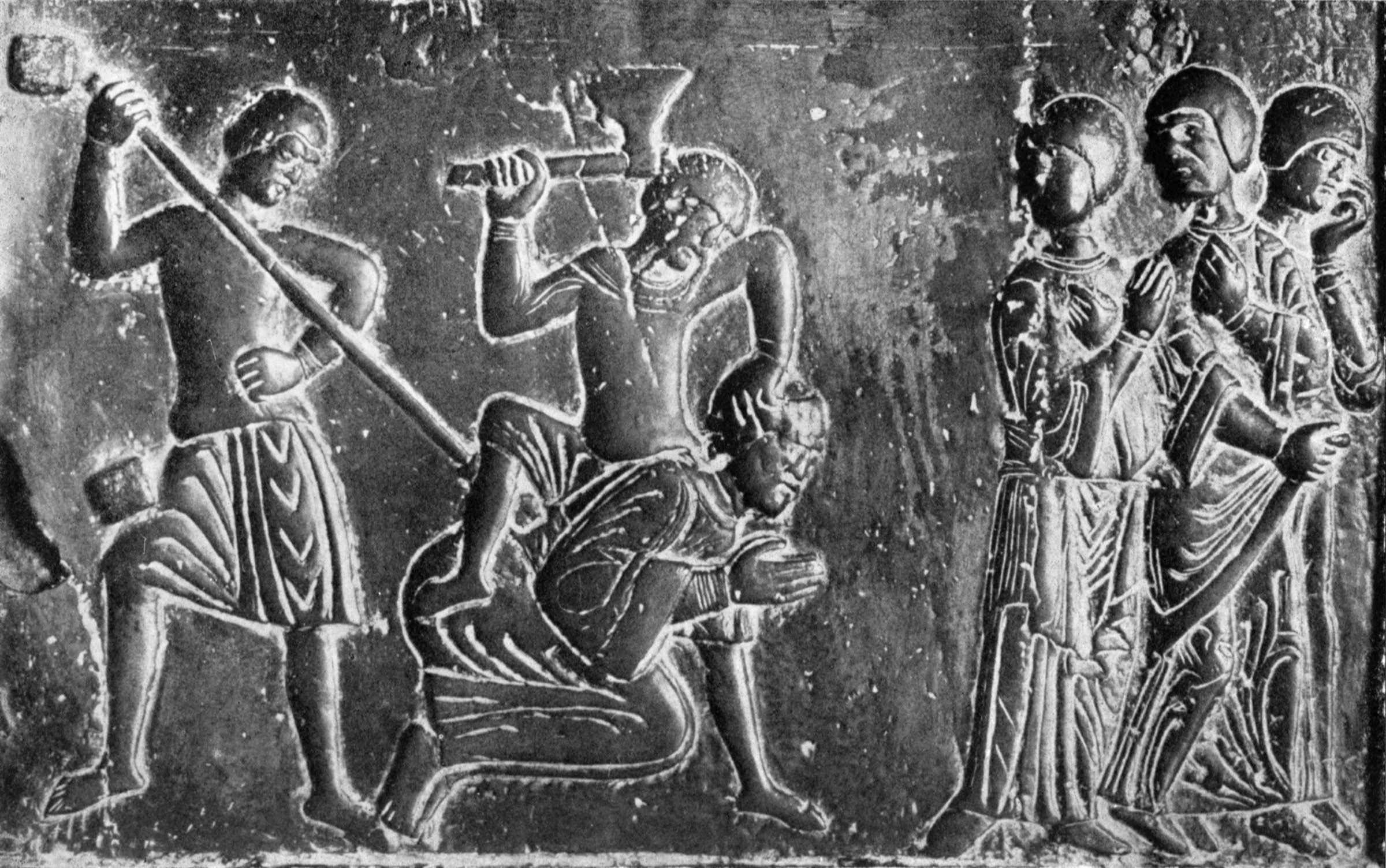
Representação medieval de prussianos matando Santo Adalberto, o bispo missionário

A Variae de Cassiodoro, publicada em 537, contém uma carta escrita por Cassiodoro em nome de Teodorico, o Grande, endereçada aos Éstios:
É gratificante para nós saber que você ouviu falar de nossa fama e enviou embaixadores que passaram por tantas nações estranhas em busca de nossa amizade. Recebemos o âmbar que você nos enviou. Você diz que recolhe a mais leve de todas as substâncias das margens do oceano, mas como ela chega até lá você não sabe. Mas, como nos informa um autor chamado Cornélio (Tácito), ele é colhido nas ilhas mais internas do oceano, sendo formado originalmente do suco de uma árvore (daí o nome succinum), e gradualmente endurecido pelo calor do sol. Assim, torna-se um metal exsudado, uma suavidade transparente, às vezes corando com a cor do açafrão, às vezes brilhando com uma claridade flamejante. Então, deslizando até a margem do mar, e ainda mais purificado pelo movimento das marés, é finalmente transportado para suas margens para ser lançado sobre elas. Achamos melhor apontar isso para você, para que você não imagine que seus supostos segredos escaparam do nosso conhecimento. Enviamos-lhe alguns presentes de nossos embaixadores, e ficaremos felizes em receber outras visitas suas pelo caminho que você abriu, e para lhe mostrar favores futuros.
Os Éstios são chamados de Brus pelo geógrafo bávaro no século IX.
Uma menção mais extensa dos antigos prussianos em fontes históricas está em conexão com Adalberto de Praga, que foi enviado por Boleslau I da Polônia. Adalberto foi morto em 997 durante um esforço missionário para cristianizar os prussianos. Assim que os primeiros duques poloneses foram estabelecidos com Miecislau I em 966, eles empreenderam uma série de conquistas e cruzadas não apenas contra os prussianos e os Sudóvios intimamente relacionados, mas também contra os pomeranos e os wends.
A partir de 1147, o duque polonês Boleslau IV, (garantindo a ajuda das tropas rutenas) tentou subjugar a Prússia, supostamente como punição pela estreita cooperação dos prussianos com Ladislau II. A única fonte não é clara sobre os resultados de suas tentativas, apenas mencionando vagamente que os prussianos foram derrotados. Quaisquer que fossem os resultados, em 1157 algumas tropas prussianas apoiaram o exército polonês em sua luta contra o imperador Frederico Barba Ruiva. Em 1166, dois duques poloneses, Boleslau IV e seu irmão mais novo Henrique, chegaram à Prússia, novamente sobre o rio Ossa. Os prussianos preparados lideraram o exército polonês, sob a liderança de Henrique, em uma área de pântanos. Quem não se afogou foi abatido por uma flecha ou por bordões, e quase todas as tropas polonesas pereceram. De 1191 a 1193, Casimiro II, o Justo, invadiu a Prússia, desta vez ao longo do rio Daugava (Drwęca). Ele forçou algumas das tribos prussianas a pagar tributo e depois se retirou.
Vários ataques de Conrado de Masóvia no início do século XIII também foram repelidos com sucesso pelos prussianos. Em 1209, o Papa Inocêncio III encomendou ao monge cisterciense Christian de Oliva a conversão dos prussianos pagãos. Em 1215, Christian foi instalado como o primeiro bispo da Prússia. O Ducado da Masóvia, e especialmente a região de Culmerlândia, tornou-se objeto de constantes contra-ataques prussianos. Em resposta, Conrado I da Masóvia pediu ajuda ao Papa várias vezes e fundou uma ordem militar (a Ordem de Dobrzyń) antes de chamar a Ordem Teutônica. Os resultados foram editais pedindo Cruzadas do Norte contra os prussianos.
Em 1224, o imperador Frederico II proclamou que ele próprio e o império tomariam a população da Prússia e as províncias vizinhas sob sua proteção direta; os habitantes foram declarados como Reichsfreie, subordinados diretamente apenas à Igreja e ao Império, e isentos do serviço e da jurisdição de outros duques. A Ordem Teutônica, oficialmente submetida diretamente aos papas, mas também sob o controle do império, assumiu o controle de grande parte do Báltico, estabelecendo seu próprio estado monástico na Prússia.
Em 1230, seguindo a Bula Dourada de Rimini, o Grão-Mestre Hermann von Salza e o Duque Conrado I da Masóvia lançaram a Cruzada Prussiana, uma invasão conjunta da Prússia para cristianizar os antigos prussianos do Báltico. A Ordem então criou o Estado Monástico independente dos Cavaleiros Teutônicos no território conquistado e posteriormente conquistou Curlândia, Livônia e Estônia. Os duques da Polônia acusaram a Ordem de possuir terras ilegalmente.
Durante um ataque à Prússia em 1233, mais de 21.000 cruzados participaram, dos quais o burgraviato de Madeburgo trouxe 5 000 guerreiros, Duque Henrique da Silésia 3.000, Duque Conrado da Masóvia 4.000, Duque Casimiro da Kuyavia 2.000, Duque Vladislau da Grande Polônia 2.200 e Duques da Pomerânia 5.000 guerreiros. A batalha principal ocorreu no rio Sirgune e os prussianos sofreram uma derrota decisiva. Os prussianos levaram o bispo Christian e o prenderam por vários anos.

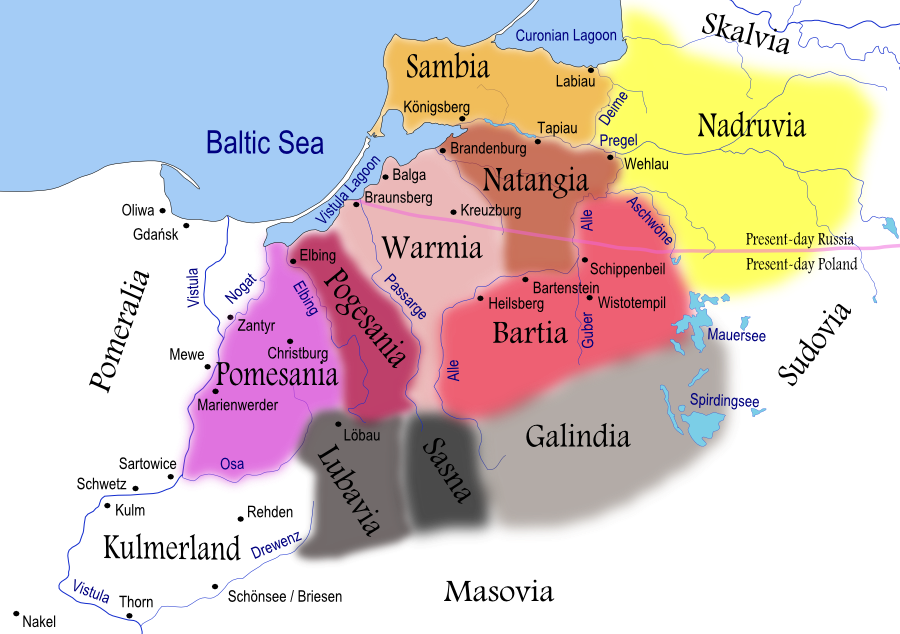
Mapa das tribos prussianas antigas após a subjugação pela Ordem Teutônica no século XIII. As cidades indicadas apresentam fortificações ou castelos teutônicos, construídos para facilitar a conquista

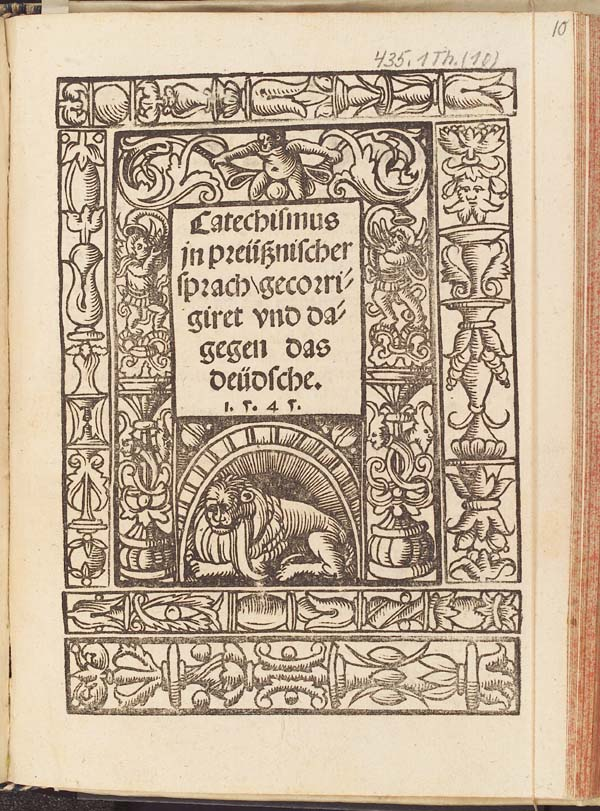
Uma tradução de catecismos em prussiano antigo publicado em 1545 em Conisberga

Numerosos cavaleiros de toda a Europa católica juntaram-se às Cruzadas Prussianas, que duraram sessenta anos. Muitos dos prussianos nativos da Sudóvia que sobreviveram foram reassentados em Sâmbia; Sudóvio Winkel foi nomeado após eles. Revoltas frequentes, incluindo uma grande rebelião em 1286, foram derrotadas pelos Cavaleiros Teutônicos. Em 1283, segundo o cronista dos Cavaleiros Teutônicos, Pedro de Dusburgo, terminou a conquista dos prussianos e começou a guerra com os lituanos.
Em 1243, o legado papal Guilherme de Módena dividiu a Prússia em quatro bispados – Cúlmia, Pomesânia, Ermlândia e Sâmbia – sob o Bispado de Riga. Os prussianos foram batizados no Arcebispado de Magdeburg, enquanto alemães e colonos holandeses colonizaram as terras dos prussianos nativos; Poloneses e lituanos também se estabeleceram no sul e leste da Prússia, respectivamente. Bolsões significativos de antigos prussianos foram deixados em uma matriz de alemães em toda a Prússia e no que hoje é o Oblast de Caliningrado.
Os monges e estudiosos da Ordem Teutônica se interessaram pela língua falada pelos prussianos e tentaram registrá-la. Além disso, os missionários precisavam se comunicar com os prussianos para convertê-los. Registros da língua prussiana antiga, portanto, sobrevivem; junto com o pouco conhecido galindiano e o mais conhecido Sudóvio, esses registros são tudo o que resta do grupo de línguas do Báltico Ocidental. Como seria de esperar, é uma língua báltica muito arcaica.
Os antigos prussianos resistiram aos Cavaleiros Teutônicos e receberam ajuda do Grão-Ducado da Lituânia durante o século XIII em sua busca para se libertar da ordem militar. Em 1525, o Grão-mestre Alberto de Brandemburgo-Ansbach secularizou os territórios prussianos da Ordem no Ducado Protestante da Prússia, um vassalo da coroa da Polônia. Durante a Reforma, o luteranismo se espalhou pelos territórios, oficialmente no Ducado da Prússia e não oficialmente na província polonesa da Prússia Real, enquanto o catolicismo sobreviveu no Principado-Bispado de Vármia, território de domínio secular que compreendia um terço da então Diocese de Vármia. Com o protestantismo veio o uso do vernáculo nos cultos da igreja em vez do latim, então Alberto traduziu os catecismos para o prussiano antigo.
Por causa da conquista dos prussianos antigos pelos alemães, a língua prussiana antiga provavelmente se extinguiu no início do século XVIII com a devastação da população rural por pragas e a assimilação da nobreza e da população maior com alemães ou lituanos. No entanto, traduções da Bíblia, poemas prussianos antigos e alguns outros textos sobreviveram e permitiram aos estudiosos reconstruir a linguagem.